# Flyhangargade
Flyhangargade er en gade i Margretheholm i København, opkaldt efter de hangarer, der blev brugt til at opbevare og vedligeholde fly på den tidligere Luftmarinestation ved Refshaleøen.

## Historie
I flyvningens tidlige år havde Danmark ikke et selvstændigt luftvåben, og de første militære fly blev derfor en del af Marinen. Inden 1. verdenskrig blev der etableret en lille flyvebase på de opfyldte arealer ved Refshalevej, hvor der primært blev anvendt vandflyvemaskiner.Området, hvor flyvestationen lå, blev i 1947 opkaldt efter Prinsesse Margrethe og fik navnet Margretheholm.

## Historiske bygninger
Kun få bygninger fra luftmarinestationens tid er bevaret, herunder Konstabelskolen og Hangar H fra 1921, tegnet af arkitekten Christian Olrik (1881–1944). Hangaren har stadig sit oprindelige ur på facaden med kong Christian X’s monogram og opførelsesår.